# Stefan Witold Fedorko

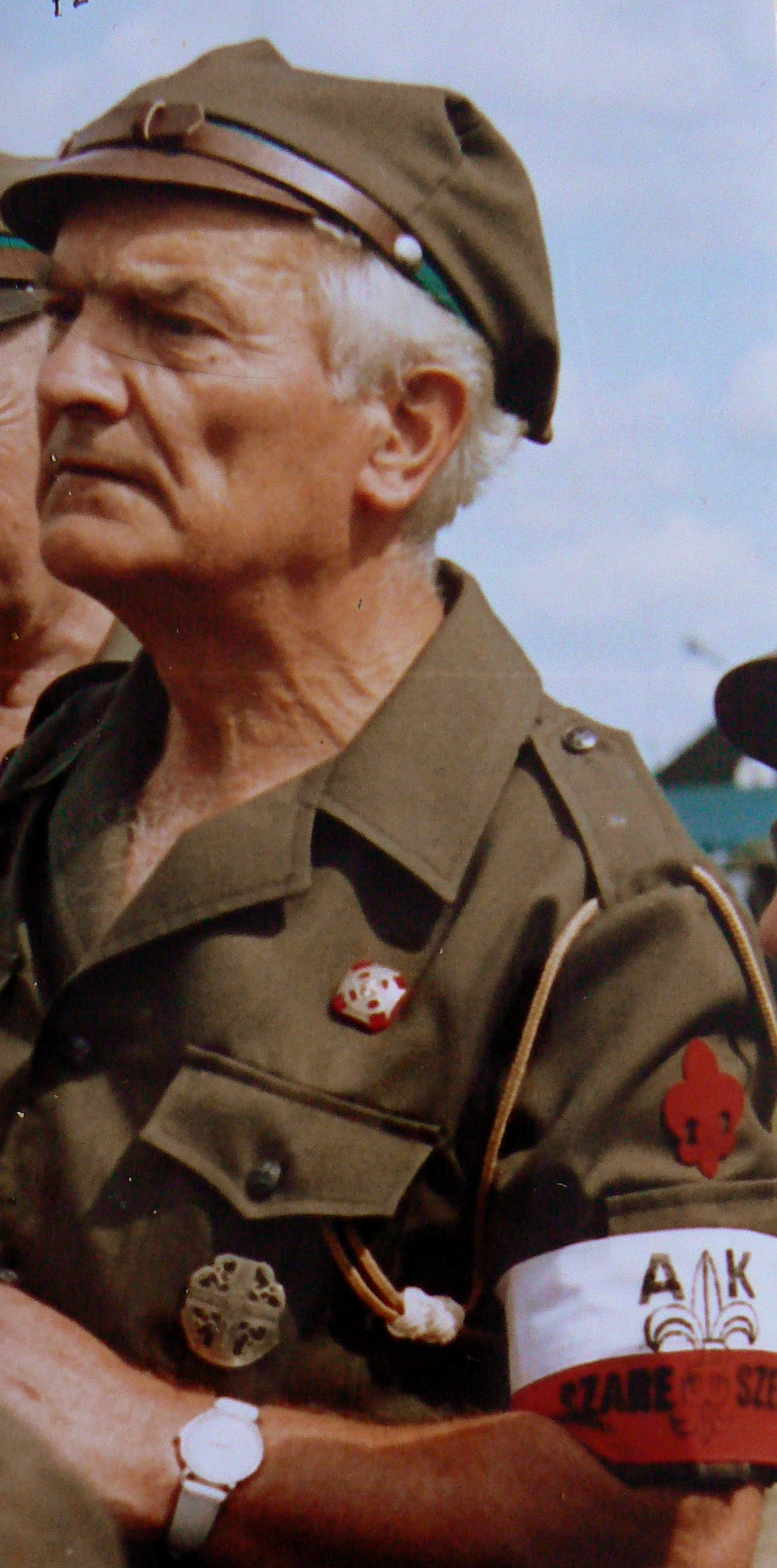
Stefan Witold Fedorko na Światowym Zlocie Harcerstwa Polskiego „Zegrze ’95”

Stefan Witold Fedorko (ur. 1927, zm. 1998) – polski harcmistrz ZHP, nauczyciel, dyrektor Zespołu Szkół Hutniczo-Mechanicznych w Sosnowcu, harcerz Szarych Szeregów, od czerwca 1942 do stycznia 1945 roku w komórce wywiadowczej Inspektoratu Armii Krajowej Sosnowiec oraz łącznik – kurier Komendy Obwodu AK Będzin.

## Praca w szkolnictwie
We wrześniu 1946 roku przez Niemcy i Włochy dociera do Anglii, gdzie w 1947 roku kończy edukację średnią i wraca do Polski. W 1951 roku kończy Państwową Szkołę Przemysłową z tytułem technika mechanika i nakazem pracy Centralnego Urzędu Szkolnictwa Zawodowego w tejże szkole, na stanowisku asystenta, zastępcy kierownika warsztatów szkolnych i nauczyciela przedmiotów zawodowych (1951–1963). W 1952 roku zdaje egzamin do AGH, lecz nie zostaje przyjęty z powodu pochodzenia społecznego.
W latach 1963–1974 nauczyciel i kierownik wydziału w Technikum Energetycznym.
W latach 1974–1984 dyrektor Zespołu Szkół Hutniczo-Mechanicznych w Sosnowcu, w skład którego wchodziło 5-letnie technikum i 3-letnie, policealne studium zawodowe, liceum zawodowe i zasadnicza szkoła zawodowa przyzakładowa, około 580 uczniów.
Za jego czasów szkoła stała się przodująca w województwie wskutek modernizacji sal lekcyjnych i procesu dydaktyczno-wychowawczego. W roku 1978 odbyła się tu konferencja ok. 180 dyrektorów szkół zawodowych zorganizowana przez Kuratorium Oświaty i Wychowania w Katowicach. Szkoła przoduje w honorowym krwiodawstwie, zajmuje I miejsce w kraju we współzawodnictwie ogólnopolskim szkolnych komend OHP, I miejsce w kraju w działalności drużyn sanitarno-obronnych, otrzymuje najwyższe wyróżnienia, m.in. Krzyż „Za Zasługi dla ZHP”, Medal Komisji Edukacji Narodowej.
Po dwóch zawałach serca przechodzi na emeryturę w 1984 roku i przez następne 3 lata jest nauczycielem w niepełnym wymiarze godzin w Technikum Elektronicznym.
Równolegle, w latach 1951–1966, pracuje jako referendarz, kierownik sekretariatu Wydziału Zaocznym Państwowego Technikum Korespondencyjnego, a po przekształceniu go w Technikum Zaoczne Mech. Elektr. I Budowlane jako nauczyciel i kierownik wydziału mechanicznego.
W latach 1955–1960 nauczyciel i kierownik punktu konsultacyjnego Technikum Kinotechnicznego Centralnego Urzędu Kinematografii.

## Inna działalność
Z ZHP związany był od 1935 roku, po 1945 roku pełnił obowiązki drużynowego, po przerwie w działalności ZHP po 1957 roku jest zastępcą komendanta hufca i szczepowym w Technikum Energetycznym, następnie w pionie kontrolno-rewizyjnym na szczeblu chorągwi katowickiej ZHP w stopniu harcmistrza.
W PZPR w latach 1962–1984, pełnił niskie funkcje w pionie podstawowym, przez kilka lat był przewodniczącym komisji kontroli.
W latach 1973–1988 radny Miejskiej Rady Narodowej, w następnych dwóch kadencjach członek prezydium MRN – przewodniczący komisji oświaty, wychowania i kultury.
Z tytułu działalności w Armii Krajowej był członkiem ZBoWiD w Kole Katowice-Śródmieście, w latach 1992–1994 sekretarz i wiceprezes Koła.
Nie przerywając pracy zawodowej i obowiązków społecznych studiuje wieczorowo, uzyskując dyplom Studium Nauczycielskiego w 1964 roku, oraz wyższych studiów zawodowych (1972) i studiów magisterskich (1976) na Politechnice Śląskiej z tytułem magistra inżyniera metalurga.

## Odznaczenia i wyróżnienia
- Krzyż Kawalerski Orderu Odrodzenia Polski
- Złoty Krzyż Zasługi
- Medal Zwycięstwa i Wolności 1945
- Medal Komisji Edukacji Narodowej
- Krzyż Armii Krajowej
- Złoty Krzyż „Za Zasługi dla ZHP”
- Srebrny Krzyż „Za Zasługi dla ZHP”
- Złota Odznaka Honorowa PCK
- Odznaka „Zasłużony Nauczyciel PRL” (1986)
- Odznaka Grunwaldzka
- Dwie nagrody Ministra